# Andrew Joseph McDonald
Andrew Joseph McDonald (* 24. Oktober 1923 in Savannah, Georgia; † 1. April 2014 in Palatine, Illinois) war ein US-amerikanischer Geistlicher und römisch-katholischer Bischof von Little Rock.

## Leben
Andrew Joseph McDonald, elftes von zwölf Kindern, trat im Alter von 13 Jahren in das Kleine Priesterseminar St. Charles College in Catonsville, Maryland, ein. Nach seinem Studium am St. Mary Seminary in Baltimore empfing er am 8. Mai 1948 die Priesterweihe durch den Bischof von Charleston, Emmet Michael Walsh. Nach einem Studium des Kanonischen Rechts an der Katholischen Universität von Amerika in Washington, D.C. wurde er 1951 an der Päpstlichen Lateranuniversität in Rom zum Dr. iur. can. promoviert. Er war im Bistum Savannah-Atlanta tätig, unter anderem als Generalvikar. 1956 wurde er von Papst Pius XII. zum Monsignore ernannt; durch Papst Johannes XXIII. erfolgte 1959 die Ernennung zum Päpstlichen Ehrenprälaten.
Papst Paul VI. ernannte ihn am 4. Juli 1972 zum Bischof von Little Rock. Der Erzbischof von Louisville, Thomas Joseph McDonough, spendete ihm am 5. September desselben Jahres die Bischofsweihe; Mitkonsekratoren waren Philip Hannan, Erzbischof von New Orleans, und Gerard Louis Frey, Bischof von Savannah. Die Amtseinführung fand zwei Tage später statt.
Am 4. Januar 2000 nahm Papst Johannes Paul II. seinen altersbedingten Rücktritt an. Von 2002 bis 2013 war er Kaplan der Kongregation der Kleinen Schwestern der Armen.
Er war Mitglied der Kolumbusritter und des Ritterordens vom Heiligen Grab zu Jerusalem.